# Saxonia Media Filmproduktion
Die Saxonia Media Filmproduktionsgesellschaft mbH ist ein 1995 gegründetes deutsches Filmproduktions-Unternehmen mit Sitz im sächsischen Leipzig und ist ein Serienproduzent. Die Geschäftsanteile halten die Bavaria Film (51 %) und die MDR Media GmbH (49 %), welche ein Tochterunternehmen des Mitteldeutschen Rundfunks (MDR) ist. Das Kerngeschäft der Saxonia Media ist die Produktion von Film-, Fernseh- und Streamingformaten. Jährlich werden etwa 5000 Sendeminuten (etwa 83 Sendestunden) produziert. Mit der Netflix-Produktion Du Sie Er & Wir und der Web-Serie 2 Minuten, die für den Grimme-Preis 2021 nominiert ist, startete die Saxonia Media 2021 das neue Label Red Pony Pictures. Saxonia Media beschäftigt rund 30 feste und jährlich etwa 260 freie Mitarbeiter in den verschiedenen Produktionen.

## Produktionen

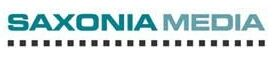
Ehemaliges Logo

### Fernsehserien und -reihen
- 1995–2010: Tatort (Fernsehreihe)
- 1995–2015: Polizeiruf 110 (Fernsehreihe)
- 1997: Leinen los für MS Königstein (Fernsehserie)
- 1997–1999: Sardsch (Krimiserie)
- seit 1998: In aller Freundschaft (Arztserie)
- seit 2005: Tierärztin Dr. Mertens (Familienserie)
- 2006–2007: Endlich Samstag! (Kinderserie)
- seit Oktober 2007: Schloss Einstein (Kinderserie)
- 2001–2007: Der kleine König Macius (Kinderanimationsserie)
- 2009: Magna Aura – Die versunkene Stadt (Kinderserie)
- 2009–2010: dasbloghaus.tv (Jugendserie)
- 2005–2013: Krimi.de (Krimireihe)
- seit Januar 2015: In aller Freundschaft – Die jungen Ärzte (Arztserie)
- 2012–2016: Heiter bis tödlich: Akte Ex (Fernsehserie)
- seit Januar 2017: WaPo Bodensee (Krimiserie)
- 2018–2021: In aller Freundschaft – Die Krankenschwestern (Arztserie)
- seit Januar 2020: WaPo Berlin (Krimiserie)

### Kinofilme
- 2001: Vier Freunde und vier Pfoten
- 2002: Reise nach Jerusalem
- 2002: Pipermint. Das Leben möglicherweise
- 2004: Hitlerkantate
- 2005: Schnauze voll

### Fernsehfilme
- 2021: Du Sie Er & Wir (Netflix)
- 2023: Mord oder Watt? Ebbe im Herzen

## Auszeichnungen
- 2005: Medienpreis der Deutschen Polizeigewerkschaft für Krimi.de aus Leipzig[5]
- 2012: Cinekid Pixel Markt Preis für Die Slumbers – Wunschmärchen[6]
- 2014: Publikums-Bambi für in In aller Freundschaft in der Kategorie Populärste TV-Serie des Jahres[7]